# Tatjana Alexejewna Rubzowa
Tatjana Alexejewna Rubzowa (russisch Татьяна Алексеевна Рубцова, beim Weltschachbund FIDE Tatiana Rubzova; * 8. Mai 1962 in Leningrad) ist eine russische Schachspielerin.
Bei der ersten U20-Weltmeisterschaft der weiblichen Jugend 1982 in Senta belegte sie hinter Agnieszka Brustman den zweiten Platz. Im Dezember 2001 gewann sie mit 8 Punkten aus 9 Partien das II. Rudenko-Memorial in Sankt Petersburg.
1984 wurde sie Internationaler Meister der Frauen (WIM). Seit 1986 trägt sie den Titel Großmeister der Frauen (WGM). Ihre Elo-Zahl beträgt 2210 (Stand: Februar 2022), ihre höchste Elo-Zahl war 2330 im Januar 1987. Zwischen 2004 und 2021 machte sie eine schachliche Pause in der sie keine Elo-gewertete Partie spielte.
In der Mannschaftsmeisterschaft von Sankt Petersburg spielt sie für die erste Mannschaft des Wsewoloschski rajons, eines Rajons der Oblast Leningrad.